# Млини (Жупа дубровачка)
Млини су насељено место у саставу општине Жупа дубровачка, Дубровачко-неретванска жупанија, Република Хрватска.

## Историја
До територијалне реорганизације у Хрватској налазили су се у саставу старе општине Дубровник. Као самостално насељено место, Млини постоје од пописа 2001. године. Настало је издвајањем дела насеља Дубровник.

## Становништво
На попису становништва 2011. године, Млини су имали 943 становника. За национални састав 1991. године, погледати под Дубровник.
| Број становника по пописима | Број становника по пописима | Број становника по пописима | Број становника по пописима | Број становника по пописима | Број становника по пописима | Број становника по пописима | Број становника по пописима | Број становника по пописима | Број становника по пописима | Број становника по пописима | Број становника по пописима | Број становника по пописима | Број становника по пописима | Број становника по пописима | Број становника по пописима |
| --------------------------- | --------------------------- | --------------------------- | --------------------------- | --------------------------- | --------------------------- | --------------------------- | --------------------------- | --------------------------- | --------------------------- | --------------------------- | --------------------------- | --------------------------- | --------------------------- | --------------------------- | --------------------------- |
| 1857                        | 1869                        | 1880                        | 1890                        | 1900                        | 1910                        | 1921                        | 1931                        | 1948                        | 1953                        | 1961                        | 1971                        | 1981                        | 1991                        | 2001                        | 2011                        |
| 101                         | 0                           | 116                         | 120                         | 117                         | 114                         | 0                           | 0                           | 117                         | 155                         | 142                         | 356                         | 0                           | 0                           | 834                         | 943                         |

Напомена: У 1869, 1921. и 1931. подаци су садржани у насељу Завреље. У 2001. настало издвајањем из насеља Дубровник (град Дубровник). У 1981. и 1991. подаци су садржани у насељу Дубровник.